# Słoboda-Banyliw (przystanek kolejowy)
Słoboda-Banyliw (ukr. Слобода-Банилів, rum. Slobozia Bănilei, ros. Слобода-Банилов) – przystanek kolejowy w miejscowości Słoboda-Banyliw, w rejonie wyżnickim, w obwodzie czerniowieckim, na Ukrainie. Położony jest na linii Zawale – Wyżnica.
Przystanek istniał przed II wojną światową.